# 東安新村
东安新村是中華人民共和國上海市徐匯區的一個住宅區，占地21.6公顷，位於中山南二路以北、东安路兩側。东安新村於1956年開始建造，最初命名为东庙新村，名稱來源自东庙桥路。1958年擴建。1964年东庙桥路改名為东安路後，东庙新村改名為東安新村。1974年又大規模擴建。